# Karli Sohn-Rethel
Pour les articles homonymes, voir Sohn-Rethel.

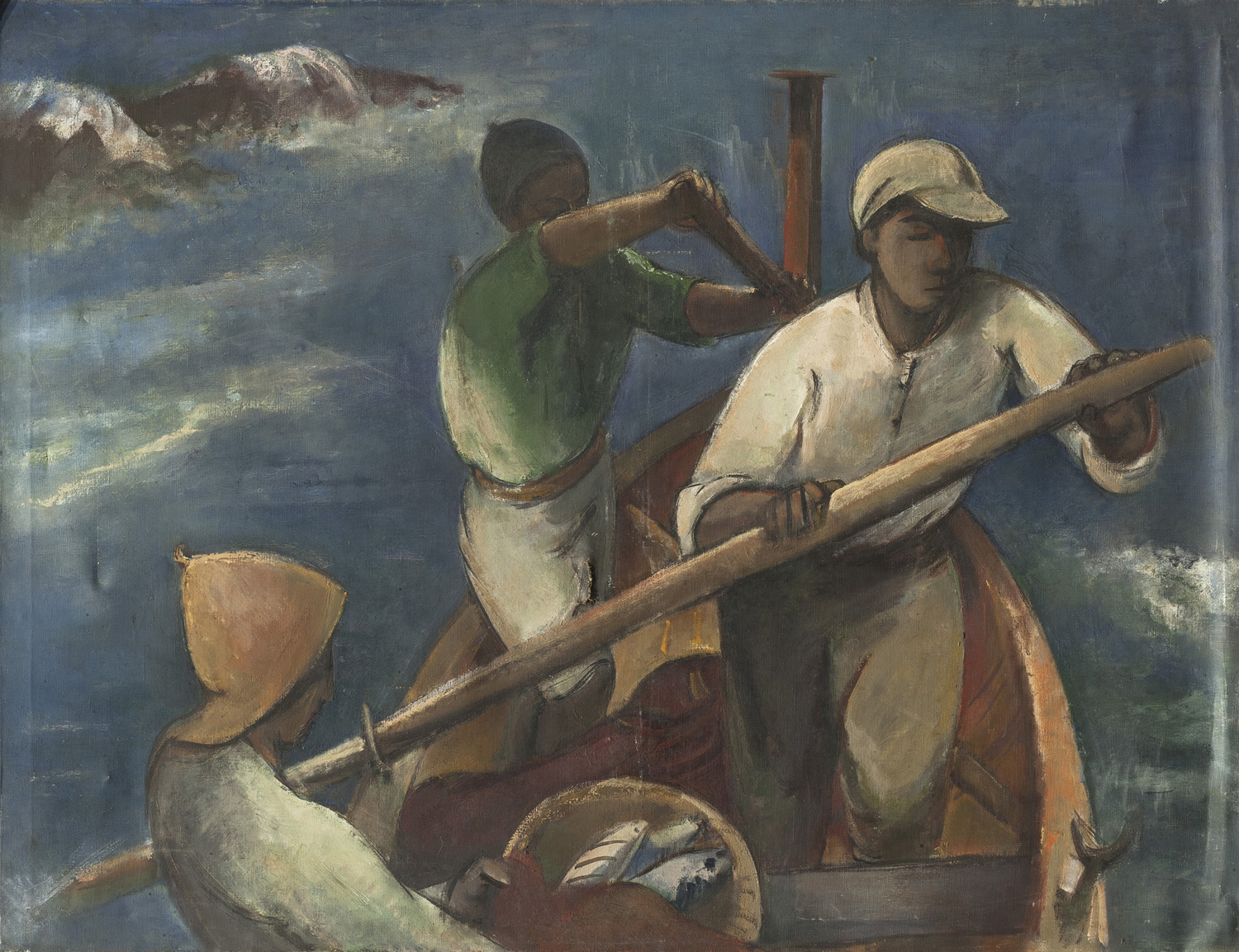
Karli Sohn-Rethel, pêcheur avec un bateau, vers 1935

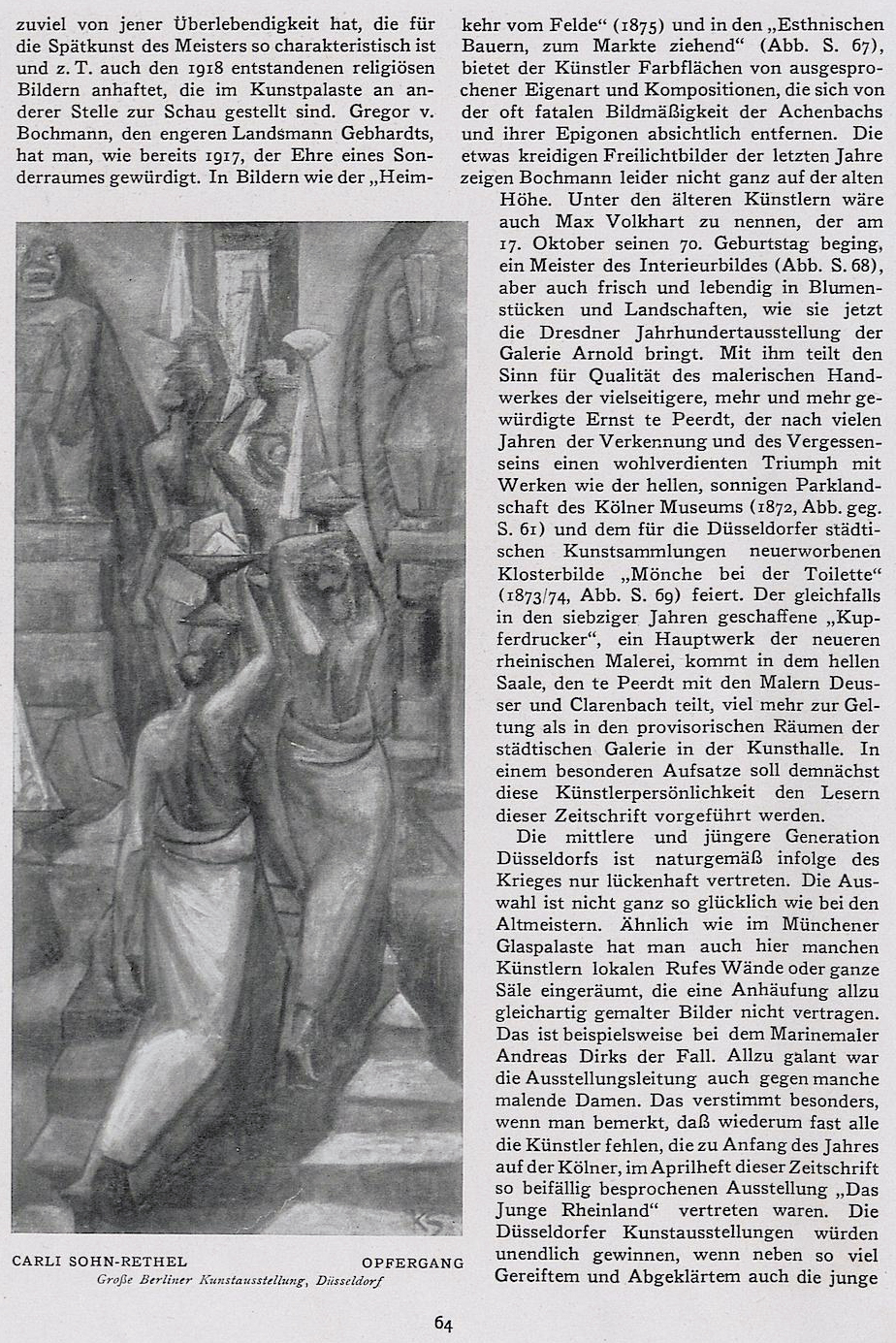
Die Kunst für Alle 1918/1919

Karli (Carl Ernst) Sohn-Rethel (né le 8 mai 1882 à Düsseldorf et mort le 7 avril 1966 dans la même ville) est un peintre allemand du modernisme classique.

## Biographie
Sohn-Rethel est le troisième enfant du portraitiste Carl Rudolf Sohn (1845-1908) et de son épouse, l'artiste Else Sohn-Rethel (1853-1933). Sa mère est la fille du peintre Alfred Rethel (1816-1859). Ses frères aînés sont les peintres Alfred Sohn-Rethel (1875-1958), père du philosophe Alfred Sohn-Rethel (1899-1990), et Otto Sohn-Rethel (1877-1949). Sa sœur cadette Mira (1884-1974) est mariée au peintre Werner Heuser (1880-1964).
Ayant grandi dans la famille Sohn-Rethel (de), Karli Sohn-Rethel décide de devenir peintre à l'âge de cinq ans. En raison des talents artistiques des frères aînés, leur père, Carl Rudolf Sohn, estime qu'il est nécessaire d'employer Hugo Zieger comme professeur de dessin. Karli participe à ces cours, qui ont lieu deux fois par semaine, à l'âge de trois ans.
En avril 1888, Karli commence l'école dans la classe la plus basse de l'école maternelle au lycée, aujourd'hui lycée Humboldt de Düsseldorf (de). Il étudie à l'Académie des beaux-arts de Düsseldorf, où il passe des examens d'anatomie et de perspective en 1903. À Pâques 1903, il est entré à l'Académie royale des beaux-arts de Dresde. Il est d'abord dans la salle de peinture de Carl Bantzer et à partir de 1904 dans l'atelier de Gotthardt Kuehl. Karli passa les mois d'été 1903-1905 avec Carl Bantzer dans l'École de Willingshausen (de). Avec son frère Otto, il a compilé une collection de gravures sur bois japonaises à des fins d'étude, qui est exposée à Constance à l'été 1906 dans la grande salle du bâtiment du conseil (de). Ici, il rencontre Frido Witte (de).
Après avoir terminé sa formation, il se rend à Rome en 1906, où il possède un atelier à la Villa Strohl-Fern et où l'attend son frère Otto. Les artistes Werner Heuser, son beau-frère, Karl Hofer, Hermann Haller et Maurice Sterne (de), peintre et sculpteur balte-américain qu'il rencontre à Berlin vers 1909, font partie de son cercle d'amis à Rome. Son séjour à Rome dure jusqu'à la fin de 1911. Karli Sohn-Rethel rejoint le Sonderbund à Düsseldorf et est représentée en 1911 avec le tableau Paysage italien à l'exposition internationale d'art du Sonderbund des amateurs d'art et des artistes ouest-allemands à Cologne. En 1913, la galerie Alfred-Flechtheim de Düsseldorf prend en charge sa direction artistique.
Au cours de cette période, il y a un voyage de Rome à Tunis, un bref séjour à Düsseldorf, et du début 1912 à mai 1914, Karli accompagne son ami Maurice Sterne lors d'un grand voyage en Asie. Cela le conduit en Inde avec un séjour plus long à Bénarès, à Mandalay en Birmanie et à Java, à Bali, où les deux vivent et peignent de 1913 à 1914.
De retour en Europe, il passe les années de la Première Guerre mondiale à Munich. Il est ami avec le sculpteur Fritz Claus (1885–1956), qui réalise de lui un buste en pierre. En tant que membre de l'Association libre des artistes de Düsseldorf, il participe à la Grande exposition d'art de Berlin au Palais des Arts de Düsseldorf. Il est nommé membre de la Sécession libre à Berlin.
En 1919, Karli Sohn-Rethel est l'un des membres de La Jeune Rhénanie, l'association d'artistes modernes fondée le 24 février 1919 à Düsseldorf. Il voyage à plusieurs reprises pour étudier et peindre : en 1920, il séjourne dans le village d'artistes d'Anticoli ; En 1921 et 1922, il peint à Positano, en 1924 de nouveau à Anticoli. Un voyage à Tripoli suit en 1925, et un autre à travers la Tunisie en 1927.
En 1928, il devient membre de la Sécession rhénane (de), dans laquelle il travaille comme assesseur et dans la commission de pendaison à partir de 1930. Il voyage en Provence et à Paris, où il est un invité fréquent au Café du Dôme. En 1929, il parcourt les Abruzzes. En 1931, il rencontre Paul Klee à l'occasion de l'exposition de l'Association d'art pour la Rhénanie et Westphalie (de) à Düsseldorf. Cette exposition a lieu en lien avec la Galerie Alfred-Flechtheim.
Pour lui, le début du régime national-socialiste signifie la fin de sa carrière artistique en Allemagne ; Sohn-Rethel émigre en Italie. En 1934, il passe avec son ami et étudiant Kurt Craemer (de) à Positano.
En 1937, trois de ses œuvres sont manifestement confisquées dans les collections publiques dans le cadre de la campagne « Art dégénéré ».
En 1938, Karli est resté avec Kurt Craemer (1912-1961), Rudolf Levy, Eduard Bargheer, Werner Gilles et Max Peiffer Watenphul (de) dans la colonie d'artistes d'Ischia, louée peu avant le déclenchement de la guerre avec Craemer et Vincent Weber (de), un ami de la "Sécession rhénane"., une maison à Forio. Il connaît le déclenchement de la guerre en 1939 avec Kurt Craemer et Rudolf Levy sur l'île de Procida. Fin 1939, Karli et son ami Kurt Craemer, de vingt ans son cadet, se rendent à Florence et y vivent dans la pension de sœur Bandini sur la Piazza Santo Spirito, tout comme Rudolf Levy en 1940.
Kurt Craemer contracte la polio et est paralysé de la taille aux pieds. Il choisit Positano comme résidence permanente. Karli le suit en 1941 et s'installe dans une petite maison sur la Marina non loin de Craemer, où il vit jusqu'à son retour à Düsseldorf. Là, il maintient des contacts avec les artistes allemands et américains qui y vivent, notamment avec Michele Theile (de), Peter Ruta (de) et les écrivains Stefan Andres (de) et Armin T. Wegner.
La période qui suit la Seconde Guerre mondiale en particulier est une période de privation matérielle pour tout le monde, y compris ceux qui ont fui vers Positano. Karli Sohn-Rethel vend certains des objets de sa collection dont il a hérité ou acquis. L'approvisionnement était est . Il peint souvent sur du papier d'emballage et utilise les deux faces pour économiser de l'argent, il reçoit des peintures en cadeau de collègues peintres lorsqu'ils quittent Positano, ou il utilise de la peinture. En 1947, il rend visite à Marfried Hettner (1907-1985), l'épouse divorcée de Roland Hettner (de), fils de son oncle Otto Hettner (de), à Ischia et y célèbre son soixante-cinquième anniversaire. Ses amis et sa famille le soutiennent. Maurice Sterne lui envoie d'abord, ainsi qu'à Kurt Craemer, des colis alimentaires, puis de la peinture et à partir de 1948 quelques dollars par mois depuis New York. En retour, Sohn-Rethel envoie quinze feuilles de dessins, qui ne peuvent être vendues qu'à bas prix. Walther Benser (de), le mari de sa nièce lui apporte un héritage qu'il a pu vendre. Karli Sohn-Rethel, qui devient lentement sourd lui-même, s'inquiète pour son frère Otto à Anacapri, qui souffre d'une maladie cardiaque, et lui rend visite plusieurs fois avant sa mort en 1949.
En 1958, Karli Sohn-Rethel revient à Düsseldorf en raison de maladies.

## Travail

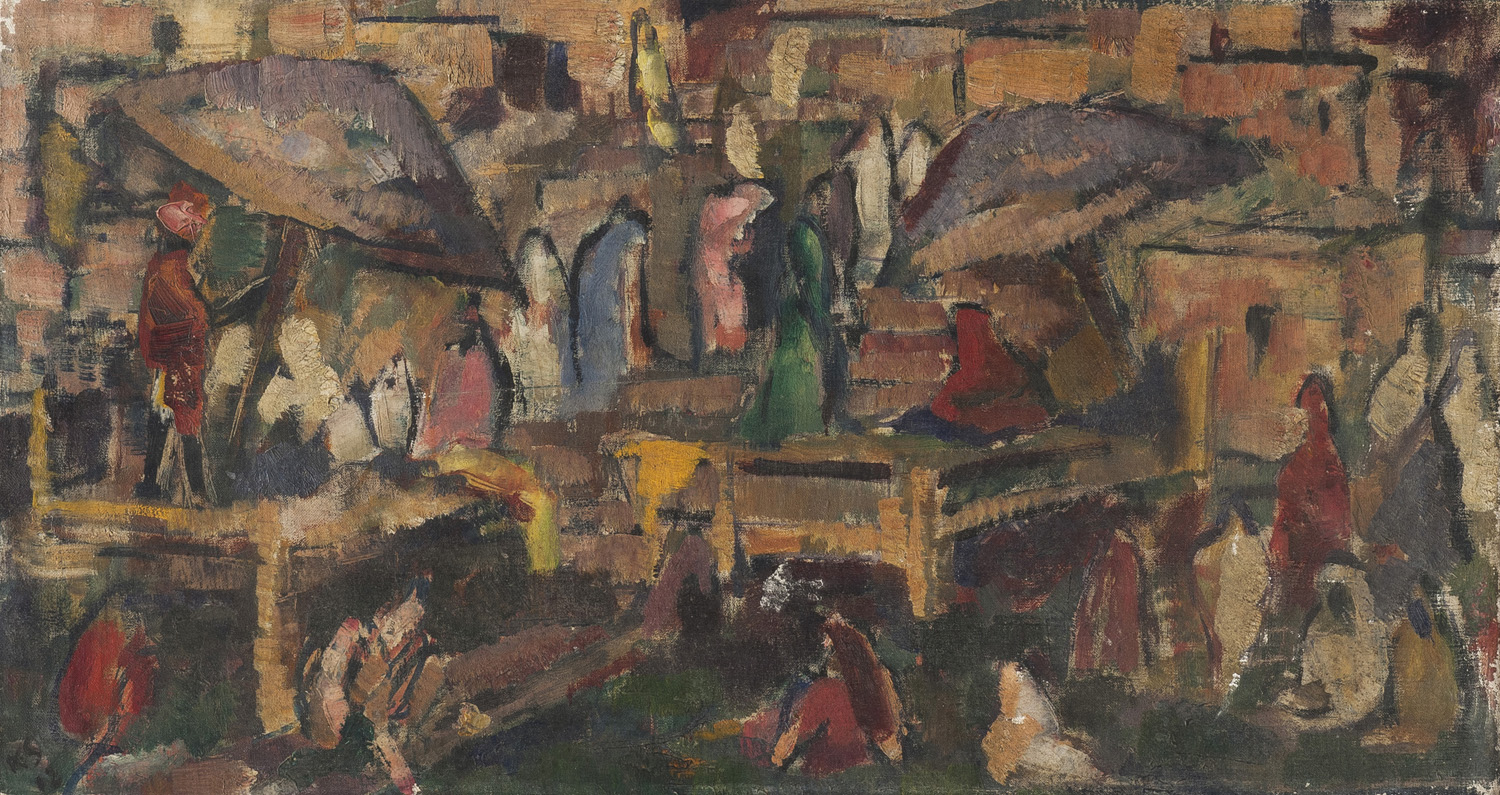
Karli Sohn-Rethel, Bénarès, 1913

Dans ses premières œuvres, Sohn-Rethel s'inspire de Cézanne et de Matisse, mais trouve ensuite son propre style de peinture expressionniste, qui dans ses études de paysage estégalement fortement dominé par la figure humaine abstraite. "Il se caractérise par une préférence pour les figures de dos [...] La plupart du temps, elles sont accroupies, individuellement ou en groupe [...] Aussi typiques pour lui sont les figures recadrées, qui tournent toujours vers le centre de l'image dans des compositions multi-figures". Ce faisant, il s'affranchit des individualisations et des typifications des personnes représentées, les visages sont souvent des ovales abstraits. Au cours de sa période de création la plus importante, la période à Positano, les scènes locales (pêcheurs sur la plage, groupes d'habitants, presque toujours des hommes) sont ses principaux motifs.

## Musées avec des œuvres de Sohn-Rethel
- Musée Wallraf Richartz, Cologne
- Musée d'art de Düsseldorf
- Musée Suermondt, Aix-la-Chapelle
- Pinacothèque provinciale, Salerne.

## Expositions (sélection)
- 1910: Deuxième exposition de l' association spéciale des amateurs d'art et des artistes ouest-allemands dans le palais des Arts de la ville[12]
- 1911 : XXII. Exposition de la Sécession de Berlin, maison d'exposition au Kurfürstendamm 208/9
- 1912 : Exposition fédérale spéciale, Cologne[13]
- 1912 : XXIV. Exposition de la Sécession de Berlin, maison d'exposition au Kurfürstendamm 208/9
- 1914 : Exposition internationale à la Galerie d'art de Brême
- 1914 : VII Exposition des expressionnistes rhénans, Neue Galerie, Berlin
- 1918 : Grande exposition d'art de Berlin, Düsseldorf[14]
- 1922 : Galerie Flechtheim, Düsseldorf
- 1923 : Galerie Flechtheim, Berlin
- 1932 : Galerie Flechtheim, Düsseldorf (avec Else, Alfred, Otto Sohn-Rethel, Friedhelm Haniel (de), Hans von Marées)
- 1960 : Association des artistes de Malkasten, Düsseldorf
- 1973 : Galerie Westend, Francfort,
- 1974 : Association des artistes Malkasten, Düsseldorf
- 1976 : Musée Goethe, Rome (avec Kurt Craemer)
- 1977 : Galerie de la ville, Wurtzbourg
- 1980 : Galerie Westend, Francfort-sur-le-Main
- 1982 : Galerie W, Wuppertal
- 1988 : Maison Sinclair (de), Bad Homburg vor der Höhe

## Catalogues d'exposition (sélection)
- 1948 : Collections d'art de la ville de Düsseldorf
- 1953 : Grande exposition de Noël 1953 des beaux artistes de Rhénanie-Westphalie
- 1956 : Exposition d'hiver 1956 des artistes plasticiens de Rhénanie-Westphalie
- 1959: Exposition d'hiver 1959 des beaux-artistes de Rhénanie et de Westphalie au Kunstpalast Düsseldorf, Ehrenhof
- 1960 : 10 Exposition d'hiver d'artistes de Rhénanie et de Westphalie au Kunstpalast Düsseldorf, Ehrenhof
- 1961: Grande exposition d'art de Düsseldorf 1961
- 1961 : XI. Exposition d'hiver des beaux-artistes de Rhénanie et de Westphalie au Kunstpalast Düsseldorf, Ehrenhof
- 1988 : Maison Sinclair, Bad Homburg, Karli Sohn-Rethel. 1882-1966. Peintures - gouaches - dessins, Marzik, Iris & Maria Busch-Müller, Editeur : Altans Industrie-Aktien und Anlagen AG